# Szabó Rezső (labdarúgó)
Szabó Rezső (Zalaegerszeg, 1942. március 21. – Zalaegerszeg, 2000. június 10.) magyar labdarúgó, edző.
1961 nyarán, a megyei bajnokságban szereplő Nagylengyeli Bányászból került az akkor másodosztályú ZTE-hez.  Bevonulása után, egy idény erejéig 1963-64-ben az NB II-es  kaposvári Honvéd Táncsics SE-t erősítette, majd a Székesfehérvári VT Vasas NB I B-s  együttesének csatára lett. 1966-tól 1974-es visszavonulásáig újra a Zalaegerszegi TE játékosa volt.
Visszavonulása után, Szőcs János kérésére az egerszegi együttes pályaedzőjeként dolgozott. Haláláig edzősködött, a ZTE ifi és felnőtt csapatainál.
Tiszteletére évenkénti nemzetközi utánpótlás teremtornát rendeznek Zalaegerszegen 2000 óta.

## Statisztika
- NB I.       57 mérkőzés / 14 gól
- NB I./B 100 mérkőzés / 37 gól
- NB II.      94 mérkőzés / 40 gól

## Külső hivatkozások
- zte.hu: Tíz éve hunyt el Szabó Rezső, a ZTE legendája